# SegaNet
Il SegaNet era un servizio internet offerto dall'azienda di videoludica Sega per il mercato Giapponese e Nordamericano.
inizialmente il servizio online era stato creato nel 1996 per il Sega Saturn, successivamente nel 2000 anche per la Dreamcast.
L'equivalnete europea per Dreamcast è stata chiamata Dreamarena.

## Sega Saturn
Inizialmente, SegaNet era il servizio online di Sega Saturn in Giappone, chiamato Sega NetLink negli Stati Uniti.

## Sega Dreamcast
Il 10 settembre del 2000 SegaNet venne reso disponibile anche sulla console Dreamcast, inizialmente i server di gioco erano completamente gratuiti, in seguito dalla casa madre vennero lanciati i primi abbonamenti per compensare le vendite dei giochi dedicati.
SegaNet è diventato un servizio internet di breve durata (1996-2002) orientata per il gioco online basato dial-up sulla console di gioco Dreamcast, in un certo modo anticipando il sistema Xbox live e Playstation Network.
A poco più di un mese dopo dall'uscita, già nel il 27 ottobre del 2000, SegaNet aveva già contato più di 1,55 milioni di console Dreamcast registrate on-line, tra cui 750.000 in Giappone, 400.000 in Nord America, e 400.000 in Europa (Dreamarena).

## Chiusura del server
Nel luglio del 2001, la Sega ha annunciato che avrebbe interrotto il servizio online, proponendo sconti anche di 200$ con contratti bimestrali, il 23 dello stesso mese, è stata annunciata la chiusura definitiva, contemporaneamente tutti gli abbonati al server di Sega hanno avuto la possibilità di trasferire i loro account su EarthLink.
Le principali cause che hanno contribuito alla chiusura di SegaNet, furono quelle: della concorrenza più agguerrita delle altre compagnie che proponevano offerte migliori e le minori vendite del Dreamcast.
il sito venne soppresso nel 2002.
Invece il server europeo Dreamarena chiuse nel marzo del 2003, nonostante la sua chiusura ufficiale, il server continua ad esistere.